# Lost Highway: The concert
Lost Highway: The concert es un CD + DVD que recoge un concierto en Chicago de Bon Jovi interpretando su nuevo disco Lost Highway al completo y también otros de los temas más conocidos de su trayectoria, como son: It's My Life, Wanted Dead or Alive o Who says you can't go home.

## Canciones del álbum
- 1. "Intro, Lost Highway"
- 2. "Summertime"
- 3. "(You Want To) Make A Memory"
- 4. "Whole Lot Of Leaving"
- 5. "We Got It Going On"
- 6. "Any Other Day"
- 7. "Seat Next To You"
- 8. "Everybody's Broken"
- 9. "Till We Ain´t Strangers Anymore"
- 10. "The Last Night"
- 11. "One Step Closer"
- 12. "I Love This Town"
- 13. "It's my life"
- 14. "Wanted dead or alive"
- 15. "Who says you can't go home"

## Banda y colaboradores del concierto
- Jon Bon Jovi (voz, guitarra acústica, armónica)
- Richie Sambora (guitarra, coros)
- Tico Torres (batería, percusión)
- David Bryan (teclados, piano, coros)

### Colaboradores
- Hugh McDonald (bajo, coros)
- Bobby Bandiera (guitarra rítmica, coros)
- Lorenza Ponce (violín, viola, coros)
- Kurt Johnson (pedal de acero guitarra, coros)

## Certificaciones
| País                  | Certificación | Ventas por certificado |
| --------------------- | ------------- | ---------------------- |
| Australia (ARIA)      | Platino       | 15.000                 |
| Canadá (MC)           | 5× Platino    | 50.000                 |
| Estados Unidos (RIAA) | Platino       | 100.000                |